# サウンダリヤー・ラジニカーント
サウンダリヤー・ラジニカーント（Soundarya Rajinikanth、1984年9月20日 - ）は、インドのタミル語映画で活動するグラフィックデザイナー、映画プロデューサー、映画監督。オーカー・ピクチャー・プロダクションの創設者・経営者。父はタミル語映画のスター俳優ラジニカーントであり、彼の主演作ではタイトルシークエンスのデザインを手掛けている。

## 人物
ラジニカーントとラター・ラジニカーントの次女として生まれる。姉アイシュワリヤー・ラジニカーントも映画監督として活動している。2010年9月3日に実業家のアシュウィン・ラームクマールと結婚式を挙げ、2015年5月6日に息子を出産する。2016年9月に双方合意の下で離婚協議に入ったことを公表し、2017年7月に離婚が成立した。2019年2月11日にチェンナイのリーラー宮殿で俳優・実業家のヴィシャガン・ヴァナンガムディと結婚式を挙げた。

## キャリア
2007年にサウンダリヤーのオーカー・スタジオはワーナー・ブラザースとの間にタミル語映画の製作・配給に関するパートナー契約を結んだ。彼女は父ラジニカーントが主演を務める3Dアニメ映画『Sultan: The Warrior』で監督デビューする予定になっていたが、同作は企画が立ち消えになってしまう。彼女は新たに企画されたインド初のモーションキャプチャ映画『Kochadaiiyaan』（主演：ラジニカーント）で監督デビューを果たした。これにより、サウンダリヤーはラジニカーント主演作で初めて監督を務めた女性となった。2014年にNDTVインディアン・オブ・ザ・イヤーの映画技術革新賞を受賞している。2017年にはタミル語・テルグ語映画『無職の大卒 ゼネコン対決編』で監督を務めた。

## フィルモグラフィ
- パダヤッパ いつでも俺はマジだぜ!（英語版）（1999年） - グラフィックデザイン（タイトルのみ）
- Baba（2002年） - グラフィックデザイン（タイトルのみ）
- チャンドラムキ 踊る!アメリカ帰りのゴーストバスター（2005年） - グラフィックデザイン（タイトルのみ）
- Anbe Aaruyire（2005年） - グラフィックデザイン
- Sivakasi（2005年） - グラフィックデザイン
- Sandakozhi（2005年） - グラフィックデザイン
- Majaa（2006年） - グラフィックデザイン
- Chennai 600028（2007年） - グラフィックデザイン
- ボス その男シヴァージ（2007年） - グラフィックデザイン（タイトルのみ）
- Goa（2010年） - 製作
- Kochadaiiyaan（2014年） - 監督、グラフィックデザイン
- 無職の大卒 ゼネコン対決編（2017年） - 監督